# Бинвильский, Ян Семёнович
Ян Семёнович Бинвильский (1600, Киев — после 1647) — украинский летописец.

## Сведения о жизни
Сын Семёна Бинвильского, помощника литовско-русского военачальника Филона Кмиты (умер в 1596 году). Родился в Киеве. В восьмилетнем возрасте начал учёбу в школе киевского писаря Василия. В 1633 году занимал административную должность в Миргороде. В 1647 году писал, но не завершил летопись, которая состоит из трех частей: в первой освещается история Древнерусского государства и юго-западных земель Руси под властью Речи Посполитой, во второй — история средневековой Польши, в третьей — история Юго-Западной Руси конца XVI — начала XVII века. При написании летописи Бинвильский использовал польские хроники Мартина Кромера, Бельских, польско-литовского хрониста Демитровича, Украинский хронограф второй редакции и список Галицко-Волынской летописи, составленный в 1615 году, который не сохранился до нашего времени. В летописи Бинвильского важны оригинальные известия о разорении Киева в 1482 году крымским ханом Менгли I Гераем и другие события XV—XVII веков. Он находился под сильным влиянием польской историографии, однако гордился подвигами князей Древнерусского государства, выступая с антикатолических позиций. Его летопись сохранилась в составе сборника исторического содержания, которая принадлежала Семёну Голуховскому, главному писарю (1659—1660) Войска Запорожского.
В летописи Бинвильского оригинальных фактов мало, однако они имеют своё значение. Так, на её страницах упомянуты древняя киевская легенда о богатыре Мише, сведения о малоизвестной истории Левобережной Украины в 1620—1640-х годах и о позорной гибели Якова Острянина (1641). Считается, что летописью решён ряд спорных вопросов. Например, именно благодаря ей известно, что князь Роман Сангушко родился в 1537 году.